# Citigroup
Citigroup Inc., der opererer under firmanavnet Citi (NYSE: C), er en amerikansk bank- og finanskoncern med hovedkvarter i New York City.
Citygroup blev verdens største finansvirksomhed efter fusionen mellem banken Citicorp og forsikringsvirksomheden Travelers Group den 7. april 1998. Virksomheden beskæftigede i alt omkring 358.000 personer på sine talrige internationale filialer og anslås at have haft mere end 200 millioner kundekonti i mere end 100 lande. Efter finanskrisen 2007-2010 er koncernen svundet noget ind, men har fortsat aktiver på 1.880,382 mia. amerikanske dollar (2013), hvilket gør det til USA's tredjestørste bank. Der var i alt 251.000 ansatte i 2013.
Koncernen driver banken Citibank.

## Kritik
Citicorp har gennem de senere år været udsat for forskellige kategorier af kritik. Ifølge en statslig amerikansk undersøgelse støttede Citicorp virksomheden Enron i at skjule sine ulovlige aktiviteter. Derudover er Citicorp blevet kritiseret diskrimination ved at yde lån til USAs farvede befolkning på dårligere vilkår end lån til den hvide del af befolkningen. Miljøinstitutioner har kritiseret virksomheden for at finansierer etablering af pipelines til olieudvinding i Amazonregionen i Ecuador, der har resulteret i omfattende rydning af regnskov.